# Station Tretten
Station Tretten is een station in Tretten in fylke Innlandet in Noorwegen. Het stationsgebouw dateert uit 1894 en is een ontwerp van Paul Due. Tretten werd in 2001 gesloten voor personenvervoer.
Even ten noorden van het station vond in 1975 het grootste spoorwegongeval uit de Noorse geschiedenis plaats. Op 22 februari dat jaar botste een  trein in de richting Dombås frontaal op een trein richting Hamar, waarbij 27 dodelijke slachtoffers vielen.